# اندیس آنومالی حلفله
آنومالی حلفله یک اندیس فلزی است که در حوالی شهر سیلوانه استان آذربایجان غربی قرار دارد و مادهٔ معدنی موجود در آن، طلا است.سنگ میزبان این اندیس ماسه‌سنگ، کوارتزیت، شیل، کنگلومرا، مارن است  در این اندیس، پاراژنز‌های نقره، گالن، مالاکیت، باریت، اپیدوت، مگنتیت، لیمونیت، هماتیت، پیریت، زیرکن یافت می‌شوند.